# Lepidagathis laxifolia
Lepidagathis laxifolia là một loài thực vật có hoa trong họ Ô rô. Loài này được (Nees) Kameyama mô tả khoa học đầu tiên năm 2008.